# 福岡県立ひびき高等学校
福岡県立ひびき高等学校（ふくおかけんりつ ひびき こうとうがっこう）は男女共学の公立高等学校。
所在地は福岡県北九州市戸畑区天籟寺一丁目。
戸畑中央高等学校が制度改編され2003（平成15）年4月に発足した定時制単位制高校。福岡県内の公立高校としては、博多青松高等学校に次いで2校目の単位制高校である。

## 沿革
- 1928年（昭和3年） - 福岡県立戸畑実科女学校として開校。
- 1929年（昭和4年） - 高等女学校となり、福岡県立戸畑高等女学校に改称。
- 1948年（昭和23年） - 学制改革され福岡県立戸畑女子高等学校に改称。定時制課程を新設。
- 1949年（昭和24年） - 男女共学化し、福岡県立戸畑中央高等学校に改称。
- 2003年（平成15年） - 定時制単位制となり、福岡県立ひびき高等学校に改称。

## 校歌
- 作詞：大垣洋之
- 作曲：古城戸弘

## 教育方針
校訓を「自助」「自敬」「信愛」とし、求める生徒像を「堅志勉力を持って生涯の道を進むこと。夢に向かって自ら選び、自ら学ぶ意欲を持ち、心豊かにしてたくましく生きる人であること」としている。

## 課程
定時制単位制課程普通科である。定時制であり、I部（午前部）・II部（午後部）・III部（夜間部）の3つの部が定められており、生徒がいずれの部かに所属し、所属する部を中心として生徒自身が自分の進路目標や生活スタイルに応じて自分だけの時間割をつくることができるというシステムとなっている。また単位制であり学年の区別を設定していない。生徒は、自らの修得単位に応じて新入年次・在校年次・卒業年次という3つの年次を進んでいく。
入学した年度は、ほとんどの生徒が新入年次に所属することになるが、修得単位数が一定の基準を上回ると卒業年次に所属することになる。新入年次から、卒業年次に移行する間の年次が在校年次である。なお、1年間で修得できる単位数は32単位（半年で16単位修得）で、卒業するには最低74単位以上かつ、高等学校課程に3年間属さなければならないという規則がある。
他の高等学校で単位を修得した編入学生徒は、修得単位数の状況と高等学校在籍の通算年数に応じてひびき高等学校での在籍期間を設定することができる。例えば、最短で半年の在籍で卒業していく生徒も存在する。

## 特徴
多彩な科目、多様な難易度の中から自分で授業を選択することができる。まず、多くの科目で「入門」「基礎」「標準」「発展」等の難易度別に設定されている。また、大学受験に対応した「応用」講座も併置されていることから、生徒は自らの学力レベルや進路目的に応じて講座を選択することができる。こうした講座数は、全部で400を超えている。
芸術科を例にとると、「音楽」「美術」「工芸」「書道」の4科目が揃っており、それぞれの科目で、例えば「書道I」から「書道III」のように上位科目まで設定されているので深く学ぶことができる。
さらに、国語科では小論文講座「社会を知り、自分と出会う表現活動」、外国語科では「ハングル」や「中国語」、情報科では「ネットワークシステム」「マルチメディア表現」を学ぶことができるし、商業科目はすべて専門科目が設定されている。
一方、ひびき高等学校独自の教科としては「環境情報」が設定されている。この「環境情報」では、マスターティーチャープログラム（MTP）に参加しておりアメリカの高等学校とインターネット回線を通じたテレビ会議で日米の生徒が共同で環境問題に取り組んでいる。
在籍中に取得したワープロ検定や英検・漢検等の資格や検定の成果、「高大等連携事業」における学校外での学修成果も卒業単位とすることができる。
「高大等連携事業」では、ひびきの生徒が大学や専門学校の通常の講義を受けることができるシステムである。生徒が選んだ講座を半年から一年間かけて受講する。大学進学希望者にとっては、自らの進路希望をあらかじめ深く学び、自らの適性を確認することができる。一方、公務員試験受験希望者にとっては、専門的で実践的な講義を受けることができることから、ほとんどの公務員試験合格者は、この講座で学んでいる。

## 学校行事
- 4月 - 転編入学生受講ガイダンス・受講登録、新入生受講登録、前期入学式 - 前期始業式
- 5月 - 歓迎遠足、保護者教師会総会、公開授業、防災訓練
- 6月 - 前期中間考査、生徒総会、「近未来ガイダンス」
- 7月 - 授業評価週間、保護者会、体験入学会
- 8月 - 夏季特別講座、前期期末考査、校外清掃活動
- 9月 - 生活体験発表校内大会、前期卒業式、前期終業式、後期入学試験、修学旅行
- 10月 - 後期入学式、後期始業式、ひびき祭（文化祭）
- 11月 - 体験入学会、後期中間考査
- 12月 - 芸術鑑賞、校外清掃活動、生徒会役員選挙、冬季特別講座、フレンドシップひびき
- 2月 - 後期期末考査、交通安全教室、芸術鑑賞、I期入学試験
- 3月 - 後期卒業式、II期入学試験、在校生徒受講登録、後期終業式、転編入学試験、I期II期合格者受講ガイダンス

## 通学区
福岡県内全域。

## 著名な出身者

### 政治・行政
- 河田圭一郎（戸畑中央高等学校卒） - 北九州市の元議会議員

### 文化・芸能
- 梅田彩佳 - 歌手、女優（元AKB48、NMB48）
- 山本高広 - お笑い

### スポーツ
- 吉川貴久（戸畑中央高等学校卒） - 1960年ローマ五輪＆1964年東京五輪男子フリーピストル銅メダリスト
- 君原健二（戸畑中央高等学校卒） - 1968年メキシコ五輪男子マラソン銀メダリスト

## 通学手段など
最寄公共交通機関
- JR九州 鹿児島本線 戸畑駅
- 西鉄バス 天神四角バス停（旧中央高校下バス停）

## 周辺
- 九州工業大学
- 明治学園小学校・中学校・高等学校
- 福岡県立戸畑高等学校
- 北九州市立高等学校
- 北九州市立飛幡中学校
- 北九州市立高生中学校
- 北九州市立天籟寺小学校
- 北九州市立あやめが丘小
- 北九州市立特別支援学校北九州中央学園
- 戸畑区役所
- 夜宮公園
- 旧松本家住宅
- ほっともっと沖台店